# Слуква американська
Слуква американська (Scolopax minor) — вид прибережних птахів родини баранцевих (Scolopacidae).

## Поширення
Птах поширений в східній частині Північної Америки від Канади до Мексики, але також трапляється в Каліфорнії та на західній частині Мексики.